# Hedeslette
 Denne artikel omhandler overvejende eller alene danske forhold. Hjælp gerne med at gøre artiklen mere almen.
De vestjyske hedesletter blev dannet af smeltevandsfloder fra det isdække, der under Weichsel-istiden omfattede hele det østlige Danmark frem til Hovedstilstandslinjen for henved 18.000 år siden.
Smeltevandsfloderne havde deres udspring i gletcherporte langs isranden og strømmede vestover mod Nordsøen gennem de lavestliggende dele af istidslandskabet fra næstsidste istid (Saale-istiden), det vil sige arealerne mellem bakkeøerne, det højeste dele af det ældre istidslandskab.
Til de største hedesletter hører Kronhede Hedeslette, Karup Hedeslette, Grindsted Hedeslette og Tinglev Hedeslette, desuden Tirstrup Hedeslette og Løsning Hedeslette i tilknytning til til den østjyske israndslinje.
Hedesletterne har skabt de naturgivne betingelser for heden som landskabstype med dens særegne bevoksning og dyreliv.

## Ekstern henvisning
- O. B. Bøggild (anmeldelse af:) Poul Harder: En østjydsk Israndslinje og dens Indflydelse paa Vandløbene. En geografisk Studie (Kjøbenhavn, 1908) (Geografisk Tidsskrift, Bind 19; 1907)
- Leif Christensen: "Faststående og omlejrede saale-morænelersaflejringer. Et eksempel fra Sædding-området, Vestjylland" (Geografisk Tidsskrift, Bind 82; 1982)
- N. Kingo Jacobsen: "Jordbundsundersøgelser i Tøndermarsken. En metodisk redegørelse med relation til den postglaciale udvikling" (Geografisk Tidsskrift, Bind 55; 1956)
- Ruth Helkiær Jensen og Kr. M. Jensen: "Kulturlandskabet i Borris og Sdr. Felding — en kortbladsanalyse af et vestjysk landbrugssamfund og en dokumentation for dets udvikling" (Geografisk Tidsskrift, Bind 78-79; 1979)
- Omtale Skov og Naturstyrelsen
- Tirstrup hedeslette
- Løsning hedeslette